# Neotrichia novara
Neotrichia novara är en nattsländeart som först beskrevs av Martin E. Mosely 1939.  Neotrichia novara ingår i släktet Neotrichia och familjen smånattsländor. Inga underarter finns listade i Catalogue of Life.